# Nudismo gay
El nudismo gay (donde el nudismo generalmente se equipara con el naturismo) se refiere a un estilo de vida de personas gay en el que la desnudez, especialmente en un contexto comunitario, se considera natural, positiva y saludable. Si bien los clubes y centros turísticos naturistas en los Estados Unidos se remontan a la década de 1930, las organizaciones nudistas gay no surgieron hasta principios de la década de 1980. Aparte de los clubes naturistas oficiales, los individuos homosexuales se han congregado durante mucho tiempo en playas gay conocidas localmente en muchos países, especialmente en Europa y América del Norte.

## Historia

### Primeros años
A principios de la década de 1980, una serie de clubes locales no afiliados para nudistas gay comenzaron a surgir de forma independiente en las principales áreas metropolitanas de los Estados Unidos y Canadá. En ese momento, muchas ciudades importantes contaban con periódicos LGBT que se establecieron durante el movimiento de liberación gay de la década de 1970. Estos periódicos (por ejemplo: Frontiers de Los Ángeles, Seattle Gay News y Houston Voice) fueron importantes medios para difundir la información sobre la primera ola de clubes sociales naturistas gay. Entre los clubes más antiguos y grandes que aún existen se encuentran Males au Naturel (MAN) en Nueva York, Los Angeles Nude Guys (LANG), San Francisco Kindred Nudists (SKiNS) y el Greater Atlanta Naturist Group (GANG).
La primera organización nacional que promovió el nudismo gay también se originó a principios de los años 80. En 1980, Lee Baxandall fundó The Naturist Society (TNS). A diferencia de la más conservadora American Sunbathing Association (ASA) (que en 1995 pasó a llamarse American Association for Nude Recreation o AANR), la TNS acogió abiertamente a diversos grupos de personas y era una asociación informal de grupos de intereses especiales (GIE). Según Baxandall, desde sus inicios, TNS recibió consultas casi a diario sobre un GIE para nudistas homosexuales. Baxandall se puso en contacto con Murray Kaufman (fallecido en 2003), un neoyorquino abiertamente gay que había estado organizando reuniones privadas de nudistas para hombres homosexuales en su casa. Kaufman aceptó supervisar un GIE gay para TNS, y en 1983 se formó Gay and Lesbian Naturists (GLN). GLN celebró su primera reunión en Summit Lodge en Rockbridge, Ohio, en 1985. Asistieron unos 60 miembros, todos ellos hombres.

### Crecimiento en la década de 1990
Las reuniones anuales de GLN crecieron de manera constante a fines de la década de 1980 y principios de la de 1990. En 1992, el grupo se reorganizó, con dos cambios clave: se convirtió en una entidad independiente (ya no era un GIE de TNS); y se le cambió el nombre a Gay Naturists International (GNI). Aunque GLN se había fundado con la intención de atraer tanto a hombres gay como a lesbianas, había sido una organización exclusivamente masculina de facto, ya que nunca había habido una participación significativa de lesbianas en el grupo. El nuevo GNI se volvió específico en cuanto a género en su misión. GNI también se convirtió en una organización paraguas para la creación de redes de clubes nudistas gay locales.
En 1994, hubo un cisma en GNI debido a una disputa legal sobre registros y dinero con respecto al empleado remunerado. A partir de esta división, el empleado en cuestión fundó International Men Enjoying Naturism (IMEN). Sus objetivos eran similares a los de GNI, entre ellos ser un registro de clubes locales, proporcionar referencias a grupos locales, ayudar a los nuevos grupos naturistas gay locales a organizarse y celebrar una reunión anual. Más tarde fue despedido de manera similar de IMEN por los mismos problemas.
El número de clubes naturistas gay locales siguió creciendo en la década de 1990, en particular en la última parte de la década. GNI e IMEN proporcionaron asistencia organizativa a nuevos clubes, y la llegada de Internet significó mayores oportunidades de publicidad para los clubes nuevos y existentes. El sitio web Spike's Naked Planet enumera más de 100 clubes nudistas gay en los Estados Unidos, alrededor de media docena en Canadá y algunos en otros lugares del mundo.

## Reuniones nudistas gay anuales
En la década de 1990 comenzaron las reuniones nudistas gay anuales a gran escala. GNI celebró su primera reunión con su nuevo nombre en 1992. La reunión anual de GNI, que se celebra cada agosto en la zona rural del este de Pensilvania, sigue siendo la reunión nudista gay más grande, atrayendo a unos 800 naturistas gay. La segunda reunión más grande, la reunión CMEN, está patrocinada por California Men Enjoying Naturism y se celebra cada septiembre en Malibú (California). Celebrada por primera vez en 1999, CMEN atrae ahora a unos 500 asistentes. Otras tres reuniones atraen a unos cientos de asistentes cada una. La reunión IMEN, que se celebra cada julio en la zona rural del este de Maryland, comenzó en 1995. La reunión de la Costa Este, patrocinada por Philadelphia Area Naked Guys, se celebra cada mayo en la zona rural del este de Maryland. La reunión naturista masculina del Medio Oeste comenzó en 1993 y se celebra en la zona rural del este de Kansas cada junio. El Fin de Semana Desnudo de Bone Island (Bone Island Bare It All Weekend) en Cayo Hueso se celebra cada julio y diciembre y atrae a entre 300 y 500 hombres.

## Mercado de vacaciones nudistas gay
En Estados Unidos, Palm Springs (California) y Fort Lauderdale (Florida) han surgido como los principales destinos vacacionales para naturistas gays. Ambas ciudades tienen una cantidad comparable (aproximadamente 25 en cada una) de pequeños complejos turísticos y pensiones exclusivamente gays que permiten la desnudez sin restricciones o, al menos, la desnudez junto a la piscina. Cayo Hueso (Florida) es reconocida como una de las primeras en desarrollar pensiones exclusivamente gays en las que el nudismo es opcional. Cayo Hueso cuenta actualmente con diez pensiones en las que la nudismo es opcional, así como bares gays con zonas en las que el nudismo es opcional. La mayoría de los alojamientos gays exclusivos para hombres en todo el mundo permiten cierto grado de nudismo, especialmente junto a la piscina, si hay suficiente privacidad. Sin embargo, no hay complejos turísticos naturistas gays de la escala de complejos turísticos naturistas mixtos y orientados a la familia, como Cypress Cove en Florida.
En España existen muchas playas gay, que suelen ser de ámbito nudista. En este sentido es un destino muy popular para la práctica del nudismo gay la playa y dunas de Maspalomas (Gran Canaria). Igualmente son destinos populares Torremolinos y Sitges, que son centros clave del turismo LGBT en España, pero también hay otras como la Playa del Rebollo (Provincia de Alicante), la Playa de Valdearenas (Cantabria) o Vera Playa (Provincia de Almería). Aparte de las zonas costeras, existen lugares donde es posible la práctica del nudismo para personas homosexuales, como el Embalse de San Juan (Comunidad de Madrid), el embalse del Burguillo (Provincia de Ávila), Casa de Campo (Madrid) así como multitud de piscinas, solariums o casas rurales donde se organizan quedadas de nudismo gay. 
La región de Apulia, en Italia, se ha convertido en un destino muy popular para los naturistas homosexuales, con dos playas nudistas muy populares: Spiaggia D'Ayala, Campomarino di Maruggio y Torre Guaceto, Brindisi. Ambas tienen amplias zonas para gays. Además, hay lugares a lo largo de la costa de Apulia donde el baño nudista coincide con la presencia de lugareños predominantemente, pero no exclusivamente, gays y gay friendly.

## Nudismo gay en América Latina
En Argentina se han desarrollado actividades de socialización de hombres gay nudistas a partir de la década de 2000. En 2005 el bar Fever Night, considerado el primer bar nudista de Buenos Aires, realizaba noches temáticas enfocadas en nudistas gays. En 2009 la prensa reportaba la existencia de «La Fiesta del Chavoncito», una quinta nudista gay ubicada en el paraje La Lonja, en la localidad de Pilar.
En otros países de América Latina el nudismo gay se ha expresado en playas concurridas principalmente por homosexuales. Un ejemplo de ello es en Chile, donde la Playa de Balsa de Quelhue, en la comuna de Pucón, Región de La Araucanía, es conocida como una playa donde es posible practicar el nudismo gay, siendo la única de su tipo en todo el país.

## Nudismo gay en el Reino Unido
Un sitio web comunitario ofrece redes sociales para hombres que buscan conectarse con otros hombres también interesados en el naturismo masculino, junto con eventos organizados por miembros, eventos organizados por el sitio y un festival anual de campamento de fin de semana NakedFest, que atrajo a más de 400 asistentes en 2014.
Han existido varias organizaciones nudistas gay en el Reino Unido. Gymnos ofrecía reuniones sociales solo para miembros en Londres y sus alrededores, y natación nudista regular (cerrada en marzo de 2010) junto con Gay London Swimmers (GLS) en una piscina pública en Camberwell, al sur de Londres (cerrada en 2009). Algunas playas nudistas tienen áreas que son utilizadas informalmente por hombres homosexuales.

## Publicaciones nudistas gay
El libro Naked Places, A Guide for Gay Men to Nude Recreation and Travel se publicó por primera vez en 1997 y se encontraba en su quinta edición en 2006. La revista Naked Magazine, ahora desaparecida, se publicó entre 1994 y 2001. Además, GNI e IMEN publican revistas trimestrales (GNI Informer y Naturist Gay-zette respectivamente) que se distribuyen solo a los miembros.